# Mika Noronen
Mika Noronen (* 17. června 1979, Tampere) je bývalý finský hokejový brankář. Proslavil se zejména působením v dresu klubu NHL Buffalo Sabres v letech 2000 – 2006. V roce 2000 byl vyhlášen nejlepším nováčkem AHL, o rok později byl s Tomem Askeym vyhlášen nejlepším brankářským duo AHL.
V roce 1998 za juniorský tým Finska získal zlatou medaili na Mistrovství světa v hokeji do 20 let.
Získal dvě stříbrné a dvě bronzové medaile ve finské SM-Liige.

## Kariéra

### Draft, SM-Liiga a MS juniorů
Mika Noronen patřil mezi největší naděje finského hokeje na konci 90. let. Už jako osmnáctiletý debutoval v nejvyšší finské seniorské soutěží SM - Liiga a o rok později finský reprezentační tým přivedl k zisku zlaté medaile na juniorském Mistrovství světa v roce 1998, když v pěti zápasech zastavil až 93,4 % střel. Dokázal tak v brance dominovat před svým náhradníkem Niklasem Bäckströmem, který však nakonec odehrál více zápasů NHL. Bäckström nebyl skauty NHL nikdy zvažován jako potencionální brankář a do ligy se dostal mimo draft. Oproti němu Noronen byl už o rok dříve draftován Buffalem Sabres v 1. kole a během několika let se od něj očekávalo nahrazení stárnoucího Dominika Haška, který v té době byl na vrcholu své výkonnosti. V organizaci Sabres se nacházel ještě druhý talentovaný gólman – Martin Biron, jehož Buffalo draftovalo také v 1. kole v roce 1995.
Noronen byl do zámoří povolán v roce 1999. Do té doby působil v SM-Liige, kde navzdory svému věku chytal ve většině zápasů. Finsko reprezentoval ještě i na MS juniorů v roce 1999, tam však jeho úspěšnost zákroků klesla až na 83,1% a v pozici jednotky jej nahradil Mika Lehto, který byl sice draftován Pittsburgem Penguins, ale celou kariéru strávil v rodném Finsku.

### Příjezd do zámoří, debut v NHL
Noronen se ihned po příjezdu stal prvním brankářem farmářského týmu Buffala – týmu Rochester Americans. Ve své druhé sezóně odchytal až 54 zápasů a byl vyhlášen nejlepším nováčkem AHL.
O rok později byl spolu se svým náhradníkem Tomem Askeym prohlášen za brankářské duo sezóny, když odchytal dalších 47 duelů.
Dne 5. října roku 2000 vítězně debutoval v NHL v zápase proti Chicago Blackhawks, když střídal zraněného Dominika Haška. Svůj druhý zápas odchytal o dva dny později a opět vítězně, když Sabres porazili Los Angeles Kings.
Noronen si v jediných dvou zápasech, které za Sabres ve své první sezóně odchytal, připsal 2 vítězství a 87,2% úspěšnost zákroků.

### Hledání místa v Buffalu Sabres
V roce 2001 byl Hašek vyměněn a brankářskou jedničkou se stal od Noronena o něco starší Martin Biron. Přestože do pozice Bironova náhradníka byl původně angažován veterán Bob Essena, z důvodu jeho slabé výkonnosti byl do prvního týmu povolán právě Noronen. Essena po sezóně ukončil kariéru a Noronen měl místo dvojky jisté.
V rámci sezóny 2001/02 byl Biron jedničkou a připsal si nejlepší čísla během celého působení v dresu Sabres. Noronen, který většinu sezóny působil v Rochesteru, si v 10 zápasech na úrovni NHL připsal v 10 zápasech 4 výhry a 89,4% úspěšnost zákroků.
V sezóně 2002/03 byla však jeho pozice dvojky znovu ohrožena, i přesto, že v 16 zápasech zaznamenal svá nejlepší čísla v NHL. Vychytal sice pouze 4 vítězství, ale kryl až 91,2 % a inkasoval pouze 2,42 gólu na zápas. Tím však nedokázal zastavit nezadržitelný vzestup amerického brankáře Ryana Millera, který se začínal jevit jako největší naděje pro budoucnost Buffala.
Millerův rozlet byl však ještě na nějakou dobu zpomalen, když sezóna 03/04 byla pro Noronena první, kterou strávil výlučně v NHL. S Bironem se Mika stal vyrovnaným brankářským duem, kdy Noronen odchytal až 35 zápasů s 90,6% úspěšností zákroků.
Buffalo po odchodu Haška zažívalo herní krizi a hledalo nové hráče pro svůj tým. Někdy v roce 2004 bylo jasné, že ani Biron (byť byl stabilní jedničkou pro tým) a ani Noronen jí nebudou.
Sezóna 2004/05 byla zrušena a Noronen ji strávil v rodném Finsku, kde za tým HPK Hämeenlinna odchytal sezónu s 92,7% úspěšností a průměrem inkasovaných gólů na zápas 2,01.
Po návratu do zámoří už však nedokázal působit ani jako dvojka. V sezóně 05/06 svůj potenciál naplno rozvinul Ryan Miller a solidně mu sekundoval dlouholetý brankář Buffala Martin Biron. Noronen odchytal jen 4 zápasy, ve kterých si připsal úspěšnost zákroků 84,4%.

### Vancouver Canucks a odchod ze zámoří
Před přestupovou uzávěrkou v sezóně 2005/06 byl Noronen Buffalem vyměněn do Vancouveru. Protihodnotu představoval výběr ve 2. kole draftu 2006, kterým se nakonec stal švédský brankář Jhonas Enroth.
Ve Vancouveru, který hledal pro svůj tým stabilního brankáře, odchytal pouze 8 zápasů, ve kterých si připsal 87% úspěšnost zákroků. Po sezóně, ve které Canucks do Play-off nepostoupili nastala přestavba týmu, v jejímž rámci tým získal hvězdného brankáře Roberta Luonga. Noronenovi vypršela smlouva a nesáhl po něm žádný z týmů NHL.
Noronen tak podepsal smlouvu s ruským týmem Ak Bars Kazaň a do NHL se už nevrátil.
| Sezóna    | Tým               | Z  | V  | P  | GAA  | S%    | SO |
| --------- | ----------------- | -- | -- | -- | ---- | ----- | -- |
| 2000/2001 | Buffalo Sabres    | 2  | 2  | 0  | 2,78 | 87,2% | 0  |
| 2001/2002 | Buffalo Sabres    | 10 | 4  | 3  | 2,66 | 89,4% | 0  |
| 2002/2003 | Buffalo Sabres    | 16 | 4  | 9  | 2,42 | 91,2% | 1  |
| 2003/2004 | Buffalo Sabres    | 35 | 11 | 17 | 2,57 | 90,6% | 2  |
| 2005/2006 | Buffalo Sabres    | 4  | 0  | 2  | 4,27 | 84,4% | 0  |
| 2005/2006 | Vancouver Canucks | 8  | 1  | 1  | 3,52 | 87,0% | 0  |
| CELKOVĚ   | CELKOVĚ           | 75 | 23 | 32 | 2,68 | 90,1% | 3  |